# Kwaan
Kwaan est un jeu vidéo point'n click multijoueur coopératif développé par Ankama Games et sorti en 2016.

## Trame
Le joueur incarne une petite créature végétale, nomée Dwaal, qui prend place dans un univers organique. Avec les autres joueurs, il est un « agent spécial de la nature » dont le rôle est de maintenir en bonne santé le « Kwann », un Arbre-Monde, pour que le monde ne sombre pas. Ses actions ont pour conséquence de créer un écosystème équilibré de faune et de flore.

## Système de jeu

### Généralités
Kwaan est Point'n Click ; le joueur se sert seulement de sa souris pour effectuer des actions et se déplacer. Le jeu est entièrement animé en deux dimensions. Il évolue dans un monde végétal, autour du « Kwaan » et du village de sa tribu. Multijoueur et coopératif, un serveur de jeu peut accueillir jusqu'à quinze joueurs. Kwaan ne propose pas de commerce, ni d'affrontements ou de compétition.
Pour se déplacer, le joueur peut utiliser un grappin qui permet de s'accrocher à toutes sortes de surfaces, et ainsi rejoindre des pièces secrètes. En cas de chute, il peut mourir et réapparaît simplement à proximité.

### Gestion du «Kwaan»
Pour maintenir le « Kwaan » en bonne santé, les joueurs doivent amasser des ressources selon la volonté de l'arbre». Celles-ci permettent à ce dernier d'invoquer des espèces végétales et des animaux pour peupler son monde, qui pourront apporter d'autres ressources au joueur. Les joueurs doivent parfois coopérer pour réaliser des rituels qui améliorent l'humeur du « Kwaan ».
Ce qu'une fois une journée passée dans le jeu que les joueurs peuvent savoir si le « Kwaan » est heureux. S'il se meurt, le serveur de jeu est remis à zéro, ce qui cause la disparition de la progression de l'ensemble des joueurs du serveur.

### Vie communautaire
Lorsque le « Kwaan » n'a plus d'exigences, il ne fait plus appel aux Dwaal. Les joueurs ont la possibilité de jouer à quelques jeux d'adresse, mais surtout de participer à la vie communautaire interne au serveur, essentielle à son gameplay. Ils peuvent discuter via la chat ou réaliser des illustrations dans le feuillage de l'arbre. Pour ce faire, ils doivent récolter des pixels de couleur qui peuvent être ramassés sur le sol ou obtenus dans des coffres au trésor.

## Accueil
Après avoir testé le jeu en accès anticipé en 2015, Jeuxvideo.com reconnaît que, si la communauté est « faible », elle est « toujours bienveillante ».

## Production
Société fondée à Roubaix après l'important succès du MMOPRG Dofus en 2004, Ankama Games développe, entre sa création en 2006 et 2012, uniquement des jeux liés à l'univers cross-média de Dofus, le Krosmoz. Le premier jeu qui n'y est pas lié, Fly'n, un jeu de plate-formes, sort en 2012 mais ne connaît pas de succès. Kwaan est le deuxième jeu développé dont le trame se déroule en-dehors du Krosmoz.
Il est présenté à différents festivals, comme le Game Connection Development Awards, Indie Megabooth ou l'IndieCade.
Il est disponible en accès anticipé en 2015 avant de sortir le 21 janvier 2016 sur PC, Linux et MacOS via la plateforme de distribution numérique Steam.

## Historique
Le jeu Kwaan, dont le nom est inspiré de l'abréviation kWh, qui signifie kilowattheure, une unité d'énergie couramment utilisée pour l'électricité, est né dans le cadre du projet de recherche collaborative Sensomi, cofinancé par la Région PACA et l'Ademe (programme AGIR), qui s'est déroulé d'avril 2011 à décembre 2013. Le consortium du projet comprenait les sociétés Ankama Play, Sen.se et O-Labs, ainsi que le laboratoire de psychologie sociale de l'Université d'Aix-Marseille.
L'appel à projets régional avait une double origine : d'une part, la situation de péninsule électrique de la zone sud-est de la France, qui réclamait de surveiller particulièrement la stabilité du réseau en cas de pointe de consommation (voir le programme Ecowatt PACA) ; d'autre part, le souhait de l'exécutif régional de l'époque de soutenir des actions dans le domaine de la sobriété et de l'efficacité énergétique, en complément du projet de fusion nucléaire ITER.
Le projet Sensomi avait pour but de développer un dispositif ludique engageant, qui relie les espaces privés et publics, les mondes réels et virtuels, afin de rendre visibles aux joueurs les conséquences de chaque action individuelle sur le tout, permettant ainsi de les sensibiliser aux conséquences de la consommation d'énergie et d'encourager des modes de vie durables. Les résultats du projet ont donné lieu à deux publications scientifiques.

### Presse spécialisée
- Antistar, « Les contributions lecteurs de la semaine », sur Jeuxvideo.com, 18 octobre 2015
- Antoinerp, « TEST. Kwaan, la nature créative au pixel art », sur ActuGaming.net, 12 février 2016
- (en) « Kwaan PC », sur GamePressure
- Kahn Lust, « Kwaan : Comment ? », Canard PC, no 333,‎ 15 février 2016